# Comuna Berca, Buzău
Berca (în trecut, Pâclele și Joseni) este o comună în județul Buzău, Muntenia, România, formată din satele Băceni, Berca (reședința), Cojanu, Joseni, Mănăstirea Rătești, Pâclele, Pleșcoi, Pleșești, Rătești, Sătuc, Tâțârligu, Valea Nucului și Viforâta. Lângă satul Pâclele din această comună se află Rezervația Vulcanii noroioși. Centrul său este destul de dezvoltat, având un aspect urban.

## Așezare
Comuna se află în zona centrală a județului, pe ambele maluri ale Buzăului (deși principalele zone locuite se află pe malul stâng), în zona de vărsare a râul Sărățel în acesta, în Subcarpații Curburii. Comuna este străbătută prin partea sa sudică (satul Sătuc), pe malul drept al râului Buzău de șoseaua națională DN10 care leagă Buzăul de Brașov; pe celălalt mal, comuna este străbătută de șoseaua județeană DJ203L, care vine de la Cernătești și merge paralel cu cea națională, apoi de la Pârscov duce spre nord, pe valea Bălănesei, către Bozioru și Brăești. Pe teritoriul comunei, din DJ203L se ramifică șoseaua județeană DJ102F, care urmează cursul râului Sărățel, ducând spre rezervațiile Vulcanii Noroioși și spre Mânzălești.
Prin comună trece calea ferată Buzău-Nehoiașu, pe care este deservită de halta Berca.

## Demografie
Componența etnică a comunei Berca
     Români (88,88%)
     Alte etnii (0,89%)
     Necunoscută (10,23%)
Componența confesională a comunei Berca
     Ortodocși (88,33%)
     Alte religii (0,66%)
     Necunoscută (11,01%)
Conform recensământului efectuat în 2021, populația comunei Berca se ridică la 7.741 de locuitori, în scădere față de recensământul anterior din 2011, când fuseseră înregistrați 8.534 de locuitori. Majoritatea locuitorilor sunt români (88,88%), iar pentru 10,23% nu se cunoaște apartenența etnică. Din punct de vedere confesional, majoritatea locuitorilor sunt ortodocși (88,33%), iar pentru 11,01% nu se cunoaște apartenența confesională.

## Politică și administrație
Comuna Berca este administrată de un primar și un consiliu local compus din 15 consilieri. Primarul, Denis-Eugen Ionescu[*], de la Partidul Social Democrat, este în funcție din 1 noiembrie 2024. Începând cu alegerile locale din 2024, consiliul local are următoarea componență pe partide politice:
|  | Partid                          | Consilieri | Componența Consiliului | Componența Consiliului | Componența Consiliului | Componența Consiliului | Componența Consiliului | Componența Consiliului | Componența Consiliului | Componența Consiliului | Componența Consiliului | Componența Consiliului | Componența Consiliului |
|  | ------------------------------- | ---------- | ---------------------- | ---------------------- | ---------------------- | ---------------------- | ---------------------- | ---------------------- | ---------------------- | ---------------------- | ---------------------- | ---------------------- | ---------------------- |
|  | Partidul Social Democrat        | 11         |                        |                        |                        |                        |                        |                        |                        |                        |                        |                        |                        |
|  | Alianța Dreapta Unită           | 2          |                        |                        |                        |                        |                        |                        |                        |                        |                        |                        |                        |
|  | Alianța pentru Unirea Românilor | 1          |                        |                        |                        |                        |                        |                        |                        |                        |                        |                        |                        |
|  | Partidul Național Liberal       | 1          |                        |                        |                        |                        |                        |                        |                        |                        |                        |                        |                        |

## Istorie
La sfârșitul secolului al XIX-lea, comuna purta numele de Pâclele, făcea parte din plaiul Pârscov al județului Buzău și era formată din cătunele Berca, Joseni și Pâclele, totalizând 1480 de locuitori. În comuna Pâclele funcționau 3 biserici (una în fiecare sat) și o școală primară cu 76 de elevi la mănăstirea Berca. Pe actualul teritoriu al comunei Berca mai funcționa și comunele Pleșcoi și Gura Aninoasei. Comuna Pleșcoi, cu cătunele Muscelu, Pleșești, Pleșcoi și Urlători (astăzi, Valea Nucului), totalizând 1710 locuitori și fiind reședința plaiurilor unite Pârscov și Slănic ale județului. Comuna Pleșcoi avea două biserici (la Urlători și Pleșcoi) și o școală mixtă cu 102 elevi în anul 1899. Comuna Gura Aninoasei cuprindea satele Băceni, Botanu, Gura Aninoasei (astăzi, Cojanu), Rătești, Țâțârligu și Viforâta, cu 1260 de locuitori. Pe teritoriul acestei comune se afla mănăstirea Rătești, unde funcționa o școală. În afara mănăstirii, în comună mai existau două biserici de mir.
În 1925, comuna Pâclele a fost rebotezată Joseni, după noul sat de reședință, și făcea parte din plasa Sărății a aceluiași județ, în vreme ce comuna Gura Aninoasei a fost desființată și inclusă în comuna Târcov.
După 1950, comunele au fost incluse în raionul Cărpiniștea al regiunii Buzău, apoi (după 1952) în raionul Buzău și (după 1960) raionul Beceni din regiunea Ploiești. În 1968, la o nouă reformă administrativă, a luat naștere comuna Berca actuală, arondată județului Buzău; satele Botanu și Târcov-Izvor au fost incluse în satul Băceni, satul Lotași în satul Rătești, satul Mucheni în satul Mănăstirea Rătești, iar satul Muscelu în satul Pleșești.

## Monumente istorice
În comuna Berca se află două monumente istorice de arhitectură de interes național. Primul este reprezentat de ruinele fostei mănăstiri Berca, din satul Berca, datând din 1694 și cuprinzând biserica Sfinții Mihail și Gavriil, și ruinele unor case egumenești, ale chiliilor, ale unui turn clopotniță și ale zidului de incintă. Mănăstirea Berca nu mai funcționează ca atare, ea având o biserică nouă la care slujește un preot de mir, și în cadrul ei trăind doar două călugărițe. Celălalt este mănăstirea Rătești, mănăstire ce dateaza din secolele al XVII-lea–al XIX-lea și funcționează și astăzi, ea fiind organizată ca sat în cadrul comunei.
În afara acestor monumente de interes național, în comuna Berca există și alte monumente de interes local, câte unul din categoriile: sit arheologic, monument de arhitectură, monument de for public și monument funerar. Situl arheologic Berca, de pe coasta mănăstirii cuprinde o așezare și o necropolă din cultura Monteoru a Epocii Bronzului. Schela Arbănași dinspre Beceni, ridicată în 1903, este monument de arhitectură. În punctul denumit „Poiana Șoimului” de la Mănăstirea Rătești se află monumentul Crucea Dorobanțului din secolul al XIX-lea (clasificat ca monument de for public), iar la ieșirea din satul Joseni, pe o culme, se află o cruce de pomenire din piatră datând din secolul al XVIII-lea.